# Orla Nørberg
Niels Orla Nørberg, født Nielsen (28. januar 1903 i Vester Hæsinge – 27. oktober 2000) var en dansk officer.
Han var søn af grosserer I. Nielsen (død 1950) og hustru Kristiane f. Hansen (død 1933), blev premierløjtnant 1930, kaptajnløjtnant 1937, var lærer ved Fodfolkets Kornet- og Løjtnantsskole 1933-36 og 1946-47, tjenstgørende i Krigsministeriet 1938-45, blev fuldmægtig 1939, kaptajn 1941, kontorchef i Krigsministeriet 1947-49, oberstløjtnant og chef for 15. bataljon 1949, chef for nordeuropæiske fælles forsvarsstyrkers stab i København (AFNE-NATO) 1951, stabschef ved region VI 1952, ved Vestre Landsdelskommando 1954, oberst 1955, chef for region I og for 10. regiment 1956, generalmajor og chef for region III samt for 3. division 1959 og slutteligt chef for Vestre Landsdelskommando fra 1961 til sin afsked 1968.
Nørberg var lærer ved Hærens Officersskole 1947-50, medlem af Terrainsportrådet fra 1946, formand for Terrainsportsmærket 1950-56, medlem af FDF's forbundsråd, medlem af Een Verdens nationale komité, guvernør i Rotary 1969-70, præsident for Århus søndre Rotaryklub 1966-67, leder af Rotary ungdomsudveksling (Europa) fra 1971, medlem af »Rotary Nordens« styrelse og amtsformand for Danmarks-Samfundet. 
Nørberg blev gift 8. september 1934 med Grete Metz (8. juni 1907 på Færøerne - ?), datter af amts- og kredslæge Abraham Metz og hustru Sofie født Stilling.

## Dekorationer
- Kommandør af 1. grad af Dannebrogordenen
- Hæderstegnet for god tjeneste ved Hæren
- Reserveofficersforeningens Hæderstegn
- De Danske Skytte-, Gymnastik- og Idrætsforeningers Hæderstegn
- Dansk Militært Idrætsforbunds Hæderstegn